# 2022年冬季残疾人奥林匹克运动会德国代表团
2022年冬季残疾人奥林匹克运动会德国代表团是德国派出的2022年冬季残疾人奥林匹克运动会代表团。获得4枚金牌、8枚银牌和7枚铜牌。